# Saint-Germain-du-Plain
Saint-Germain-du-Plain è un comune francese di 2 220 abitanti situato nel dipartimento della Saona e Loira nella regione della Borgogna-Franca Contea.

## Società

### Evoluzione demografica
Abitanti censiti